# Paradisco
 (octobre 2021).
Si vous disposez d'ouvrages ou d'articles de référence ou si vous connaissez des sites web de qualité traitant du thème abordé ici, merci de compléter l'article en donnant les références utiles à sa vérifiabilité et en les liant à la section « Notes et références ».
Pour plus de détails, voir Fiche technique et Distribution.
Paradisco est un court métrage français de Stéphane Ly-Cuong réalisé en 2002.

## Synopsis
Deux hommes viennent de se rencontrer : l’un a vingt ans, l’autre quarante. Le plus âgé évoque ses souvenirs. Ils sont alors replongés comme par magie dans l’insouciance des années disco, une époque où tous les rêves étaient permis…

## Fiche technique
- Titre : Paradisco
- Réalisation : Stéphane Ly-Cuong
- Scénario et lyrics : Stéphane Ly-Cuong, d’après une idée originale de Stéphane Ly-Cuong et Fabien Paul
- Production : Gabriel Mamruth et Sandrine Cassidy Schmitt (Athanor Studio)
- Musique originale : Patrick Laviosa
- Chorégraphes : Patricia Delon & Laurent Doëzy
- Directeur de la photographie : Fabien Lamotte
- Montage : Alexandre Landreau
- Son : Nicolas Beck, Rym Debbarh-Mounir, Jean-Christophe Julé
- Genres : Film musical et romance
- Année de production : 2002
- Durée : 17 minutes
- Format : 35 mm couleur – 1,85 – Dolby SR
- Visa n° 99598

## Distribution
- Jérôme Pradon : François
- Nicolas Larzul : Nicolas
- Anthony Rapp : l’ami américain
- Barbara Scaff : Martine
- Alexandre Bonstein : Bertrand
- Ann'so : Yvonne
- Sinan Bertrand : Dominique
- Sandro Balon : Babacar
- Grégori Baquet : Jacques
- Laurent Bàn : Eric
- Cyril Romoli : Étienne
- Fabienne Elkoubi : Marie-No
- Dennis Astorga : Miguelito
- Alyssa Landry : Brigitte
- Laetitia Colombani : la femme aux chocolats
- Jessy Roussel : Pupuce
- Olivier Ruidavet : un invité